# Kalmthoutse Heide

De Kalmthoutse Heide tijdens een herfstwandeling

De Kalmthoutse Heide is een natuurgebied in de Belgische provincie Antwerpen, nabij het dorp Kalmthout en de Nederlandse grens. Het gebied bestaat voornamelijk uit heide met vennen, zandverstuivingen en dennenbos. Het natuurreservaat maakt deel uit van een aaneengesloten natuurgebied dat zich aan beide zijden van de Belgisch-Nederlandse grens uitstrekt en een oppervlakte beslaat van ongeveer 3750 ha, het Grenspark Kalmthoutse Heide.

## Bescherming
In 1911 had de gemeente Kalmthout, die eigenaar was van de heide, plannen om dwars door de heide een steenweg aan te leggen. Door het opkomende toerisme waren villagronden erg in trek en met de aanleg van een steenweg zouden de aanpalende gronden als villagrond verkocht kunnen worden. De Vereniging voor Natuur en Stedenschoon, die het jaar voordien opgericht was, kwam hiertegen in verzet en sprak zelfs van "de verwoesting van een aards paradijs", doelend op de esthetische waarde van de natuur in het gebied. Omdat natuurverenigingen in die tijd vrijwel geen wettelijke middelen hadden om natuurgebieden te laten beschermen, zocht men zijn toevlucht in het aan de kaak stellen van de bedreiging in de pers, het mobiliseren van natuurliefhebbers en eigenaars en het direct aanspreken van de betrokken instanties. Het succes van deze acties bleef beperkt en de heide werd op verschillende plaatsen aangetast. Natuurbescherming was op dat moment in de geschiedenis ook nog niet zo gangbaar als later wel het geval zou worden. Deze periode werd namelijk gekenmerkt door grootschalige heideontginningen. De gemeente Kalmthout beschouwde deze natuurbeschermers als "vreemde mensen die in de heide geen voet eigendom bezaten". Zij hadden daarom ook geen recht zich met de zaken te bemoeien. Deze visie werd gesteund door de lokale bevolking en in 1937 schreven 42 boeren uit de gemeente een brief aan de toenmalige eerste minister waarin ze klaagden dat het beschermen van de heide als landschap een communistische terreurdaad zou zijn, in navolging van het bolsjewistische Rusland. De heide was al voor de Tweede Wereldoorlog een toeristische bestemming en er werden wandelroutes aangeboden door de spoorwegen. Vele Antwerpenaren maakten wandelingen vanaf station Heide, waarrond zich veel eet- en drankgelegenheden hadden gevestigd.
Op 18 februari 1941 werd de Kalmthoutse Heide voor het eerst beschermd als landschap, vanwege de esthetische en wetenschappelijke waarde. Bij Koninklijk Besluit van 24 september 1968 werd de Kalmthoutse Heide tot staatsnatuurreservaat verheven.
Ook internationaal werd het belang van de Kalmthoutse Heide erkend: in 1984 werd in het kader van de Conventie van Ramsar het gebied aangeduid en beschermd als waterrijk gebied van internationale betekenis. Als doorgangsgebied voor trekkende regenwulpen is de Kalmthoutse Heide van zeer groot belang.
Op Europees vlak werd de Kalmthoutse Heide in 1988 erkend als Speciale Beschermingszone voor Vogels (Vogelrichtlijngebied). In 1996 werd het gebied toegevoegd aan de lijst van Habitatrichtlijngebieden als een zone die omwille van haar bijzondere levensgemeenschappen zeker moet behouden blijven. De Kalmthoutse Heide maakt daardoor deel uit van het Natura 2000-netwerk als vogelrichtlijngebied (BE2100323) en habitatrichtlijngebied (BE210015).
Het gebied is onderdeel van het grensoverschrijdende Grenspark Kalmthoutse Heide, dat 3750 ha natuurgebied omvat. Dit park wordt beheerd door een bijzondere commissie waarin zowel Vlaamse als Nederlandse organisaties zijn vertegenwoordigd. Aan Vlaamse zijde beheert het Agentschap voor Natuur en Bos 1.100 ha natuur. Natuurpunt is eigenaar van onder meer het Stappersven (362 ha) en zorgt mee voor het beheer.

## Heide

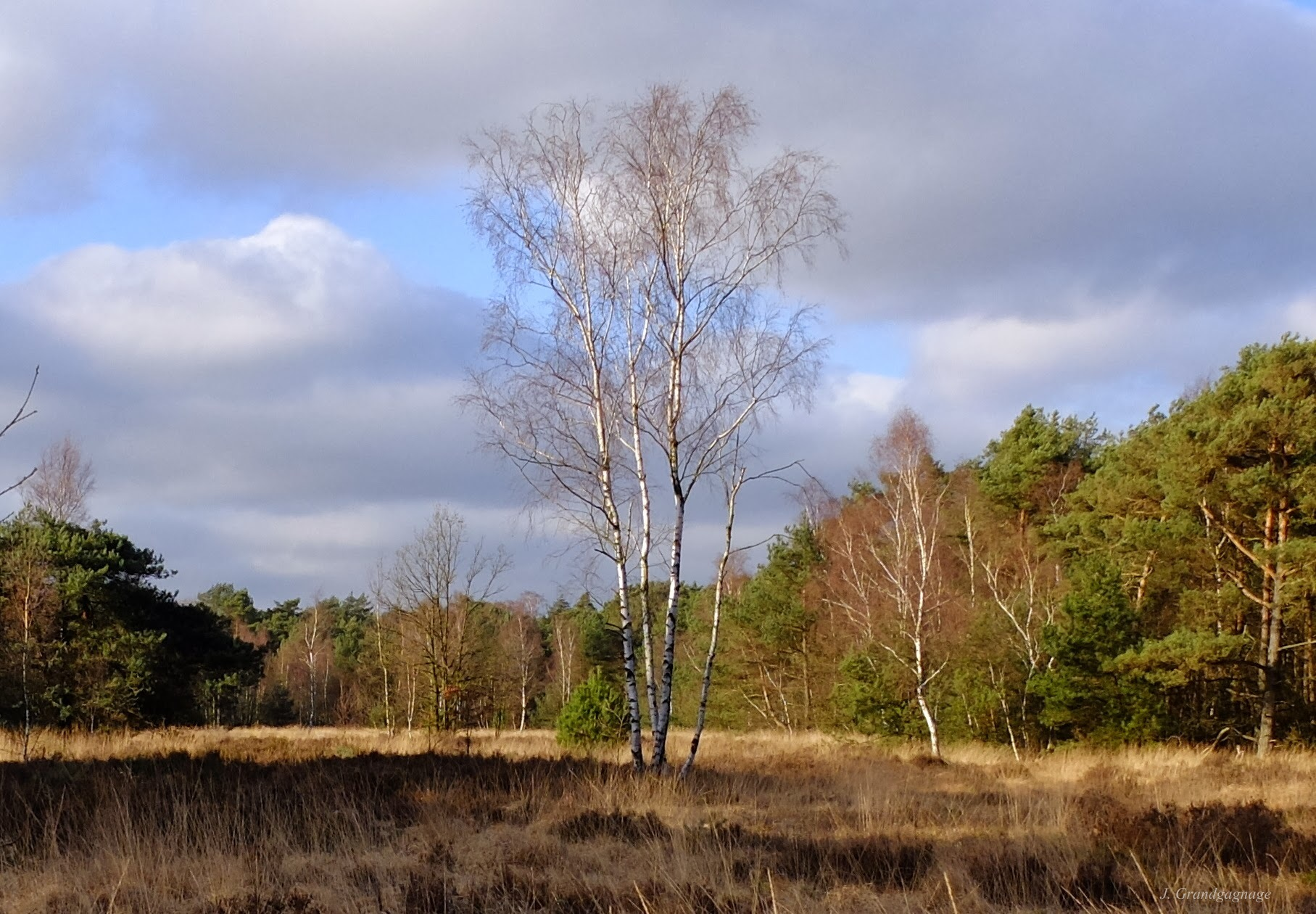
Kalmthoutse Heide met berken in februari

Een heidelandschap is een halfnatuurlijk landschap. Dat wil zeggen dat zonder ingrijpen van de mens als biotoop zou verdwijnen. Het plaggen van heide is het weghalen van de humusrijke bovenlaag. Heideplaggen werden tot 1920 gebruikt als brandstof en als bodembedekking in de potstal. Om de heide te behouden en verbossing tegen te gaan worden delen nu door natuurbeheerders systematisch gekapt en geplagd. Hierdoor krijgt de typische heidevegetatie, dit zijn planten die graag een voedselarme bodem hebben, zoals struikhei, dophei en zonnedauw meer kans. Ook schapen en Galloway-runderen helpen, door begrazing, de heide in stand te houden. Zij eten opschietende boompjes, heideplanten en grassen en houden zo het landschap open en zorgen voor variatie in de plantengroei.
In het grenspark liggen een aantal grote vennen zoals Groote Meer, Putse Moer en Stappersven.

## Zandverstuivingen
In de Kalmthoutse heide komen naast heiden nog meerdere uitgestrekte onbegroeide zandverstuivingen voor, zoals de Kambuusduinen, de Vossenbergen, de Kriekelareduinen en de Wilgenduinen. Het continu stuiven en recreatief gebruik verhinderen het ontstaan van veel begroeiing. De beheerders willen enerzijds een aantal hoge stuifduinen bewaren en dus voorkomen dat die verwaaien, en anderzijds zorgen, dat er voldoende open zand blijft omdat allerlei insecten (zandloopkevers, vlinders, graafwespen en zandbijen) dit open zandmilieu nodig hebben.
Er zijn ooit bossen aangelegd om landduinen vast te leggen. Voorbeelden zijn Staartse Duinen, Gemeentebossen en Bieduinen. Plaatselijk is daar de opvallende zeeden geplant. Grote delen van deze bossen zijn of worden gekapt om ruimte te maken voor heide en een meer natuurlijke vegetatie.

## Fauna en Flora

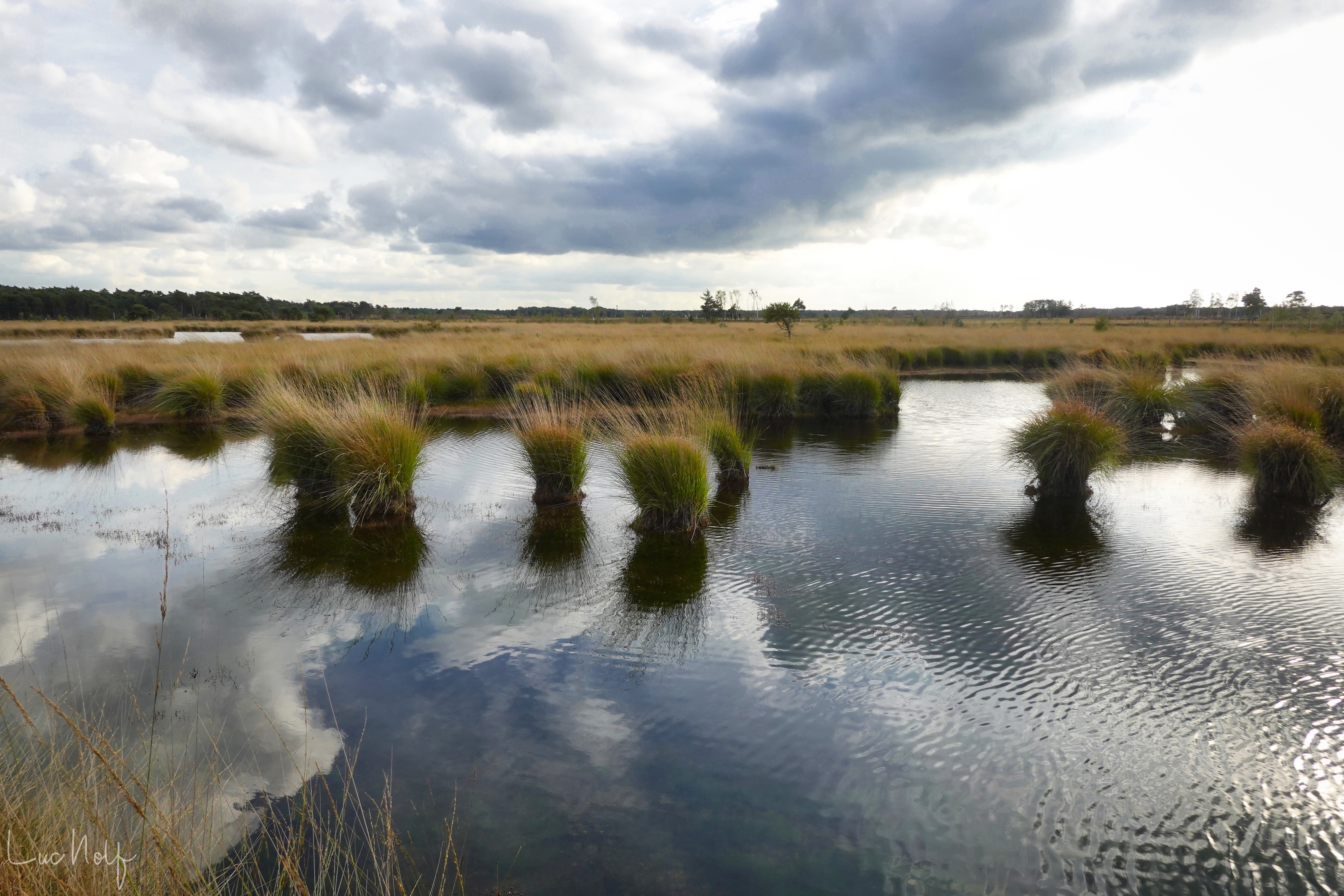
Kalmthoutse Heide - Het Pluisven

### Fauna
- reptielen - adder, gladde slang, levendbarende hagedis
- amfibieen - heikikker, kamsalamander
- vogels - boomleeuwerik, boompieper, roodborst, tapuit, fazant, fitis, wulp, watersnip, koekoek, klapekster, rietgors, blauwe kiekendief, smelleken, zwarte ruiter, witgatje, groenpootruiter, dodaars, bosuil, buizerd
- ongewerveld - heideblauwtje, heidesabelsprinkhaan, hangmatspin, groentje, kleine vuurvlinder
- zoogdieren - haas, bunzing, rode eekhoorn, gewone dwergvleermuis, vos, ree, boommarter, wezel, gewone bosmuis, mol, konijn, rosse woelmuis, hermelijn,
- vissen - driedoornige stekelbaars

### Flora
- struikhei, dophei, klein warkruid, borstelgras, pilzegge, tandjesgras, tormentil, tandjesgras, kruipbrem, stekelbrem, pijpenstrootje

## Brandgevaar
Bij langere periodes van droogte is de heide grotendeels ontoegankelijk vanwege het brandgevaar. Soms breekt er brand uit, waardoor een deel van de heide en van het bos wordt vernield. Een van de gevolgen is dat bepaalde snelle groeiers, zoals het pijpenstrootje, sterk toenemen en heidegroei belemmeren. 
In 1996 werd circa 450 hectare (4,5 km²) door brand aangetast, enkele brandweerlieden raakten gewond nadat hun wagen defect raakte en ze door de vlammen moesten vluchten. Bij een grote brand in 2011 ging ruim 600 hectare (6 km²) bos en heide verloren.

## Toerisme
De Kalmthoutse Heide is gedurende het hele jaar een toeristisch trekpleister. Vooral in de weekends kan het op bepaalde paden druk zijn. Delen die verder van de parkings weg liggen (met name in Nederland), worden minder bezocht. Toeristisch hoogtepunt is tussen half augustus en half september, wanneer de bloeiende struikhei het landschap paars kleurt.

## Uitkijktorens

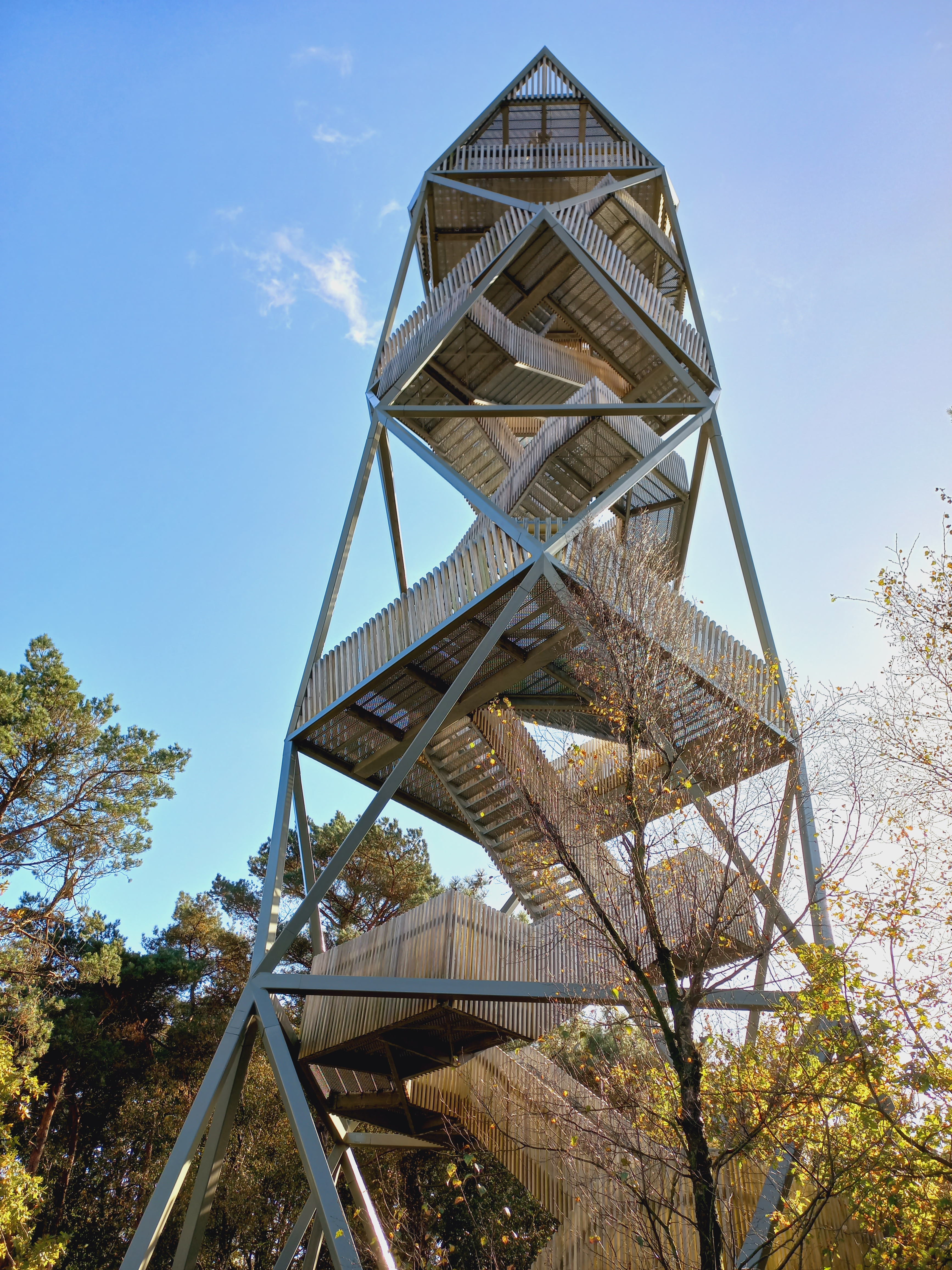
Brandtoren

### Brandtoren
Op 1 april 2022 werd de nieuwe brandtoren ingehuldigd. De toren is 42 meter hoog en heeft drie functies. Hij doet dienst als zendmast voor ASTRID, met een antenne op 42 meter hoogte. Een brandwachtpost bevindt zich op 30 meter hoogte. En ten slotte heeft de brandtoren een toeristische functie. Op een hoogte van 24 meter is er een uitkijkplatform.

### De Stapper
De Stapper is een toeristische uitkijktoren die uitkijkt over het Stappersven. De toren is 10 meter hoog. Hij biedt onderaan nestruimte voor muizen en amfibieën, op de eerste verdieping voor vogels en in een brede spouw tussen de muren van de tweede verdieping voor vleermuizen.
De vorm van de toren herinnert aan de historische turfwinning, aan gestapelde natte turfblokken waar de wind doorheen kon waaien om ze te drogen, en het bakstenen bouwmateriaal aan de historische kleiwinning.

## Populaire cultuur
- De Suske en Wiske-albums Het geheim van de Kalmthoutse heide, De belhamel-bende, Het rijmende paard, De ongelooflijke Thomas en De formidabele fantast spelen zich af in dit gebied.

## Bewoners
- Michael Boogerd, Nederlands ex-wielrenner
- Willy Vandersteen (tot zijn dood in 1990), Belgisch striptekenaar
- Enkele nakomelingen van de familie Philips.

## Afbeeldingen

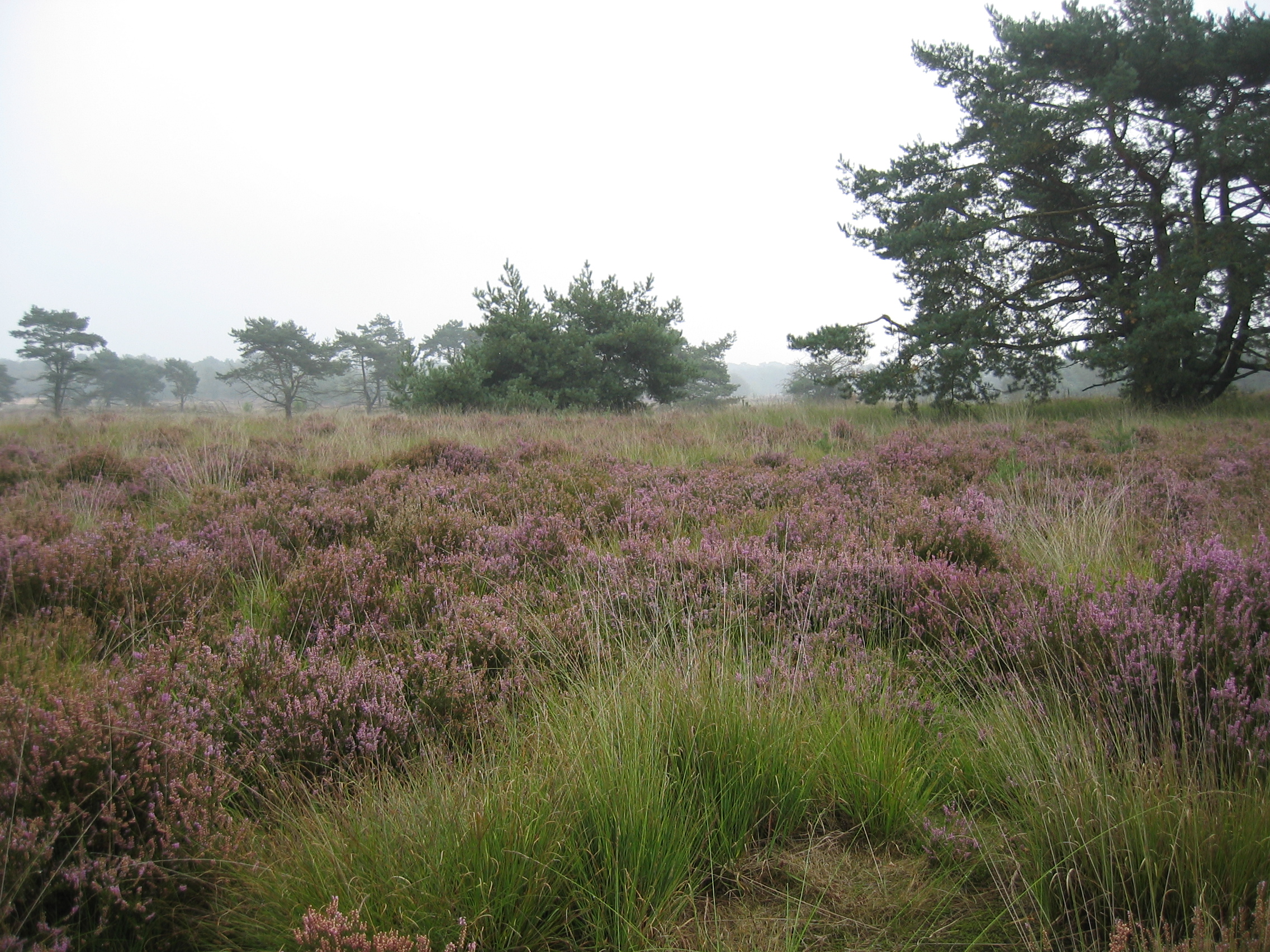
Kalmthoutse Heide
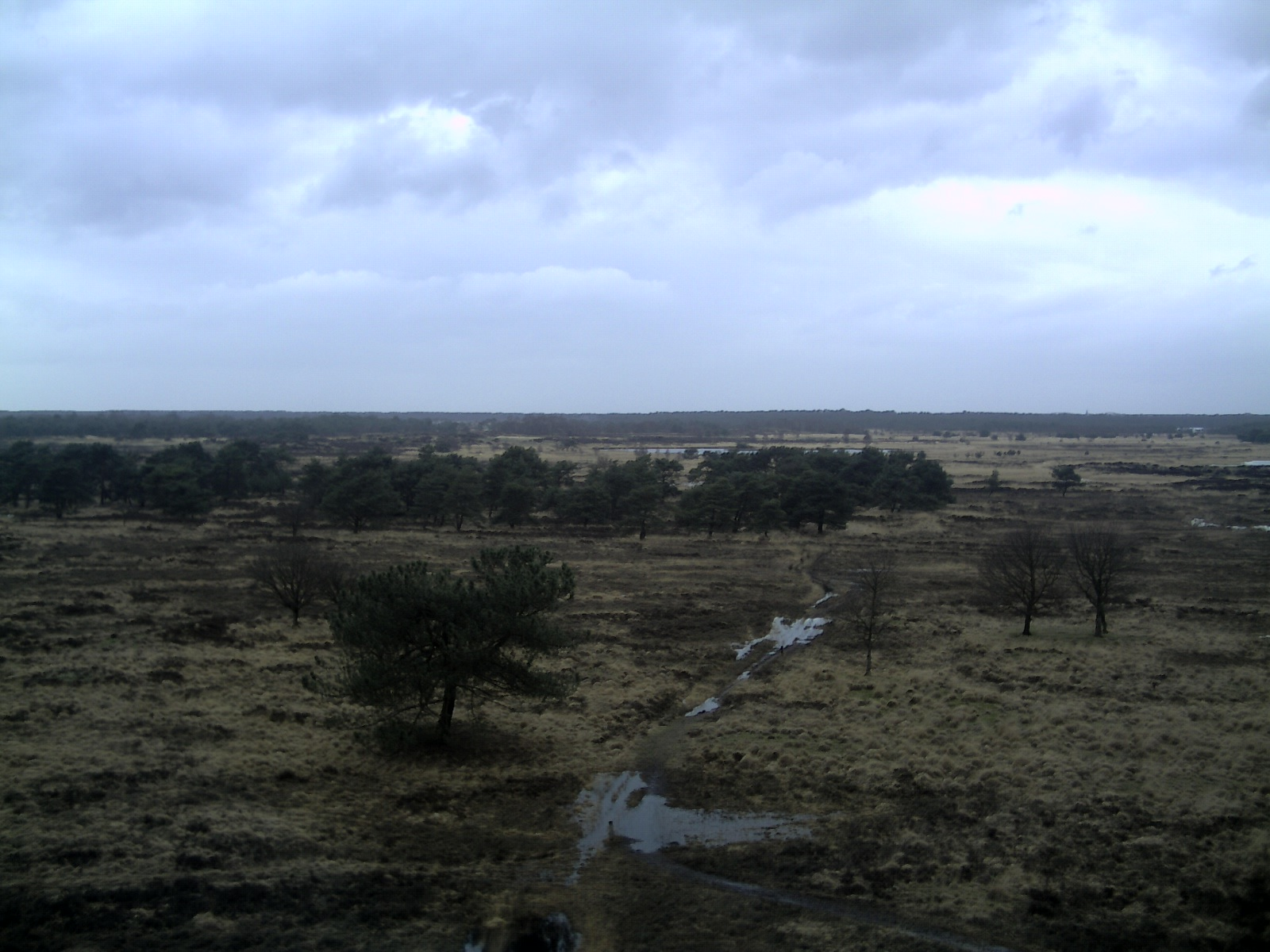
Kalmthoutse Heide vanaf brandtoren
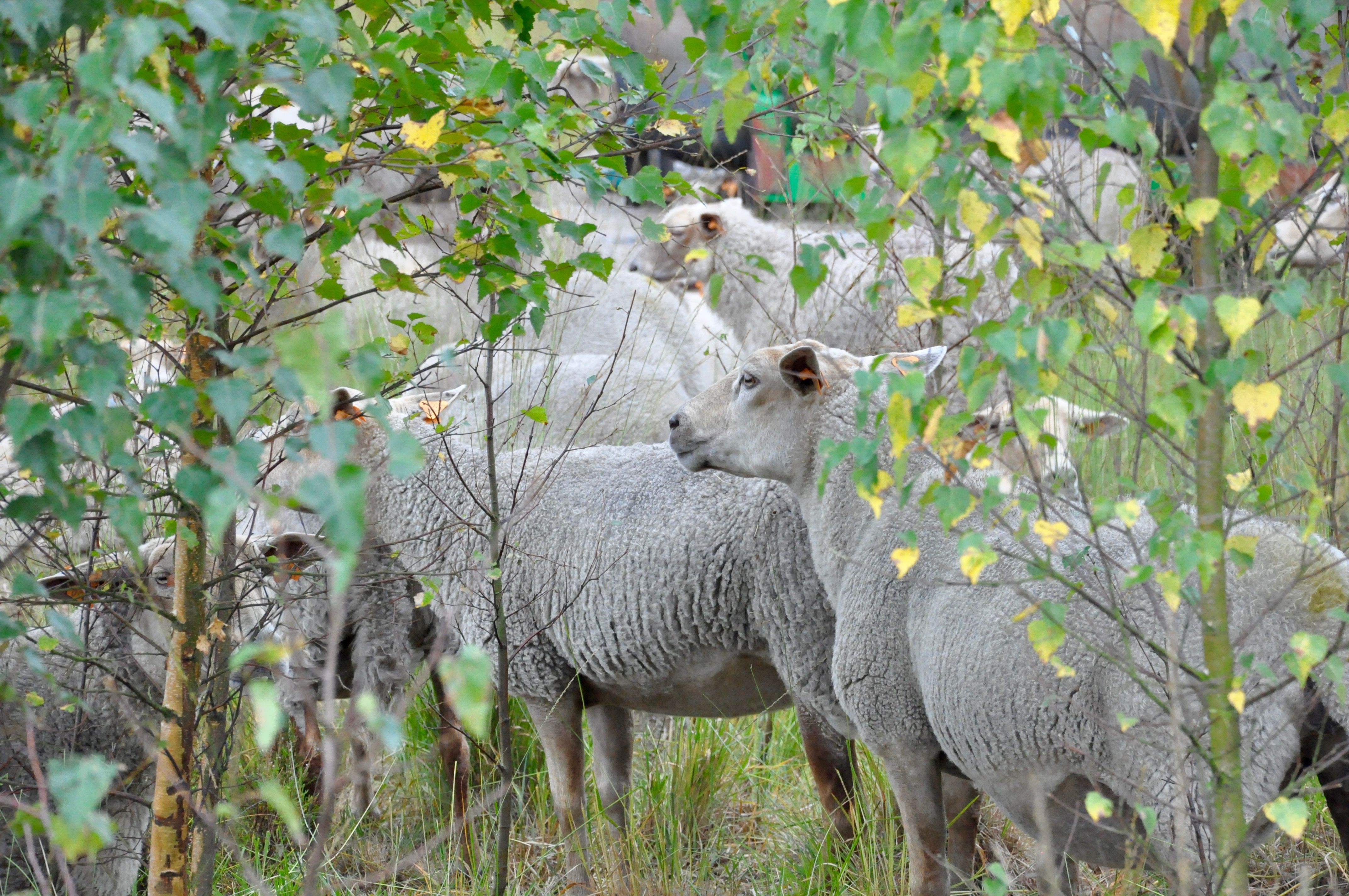
Schaapskudde
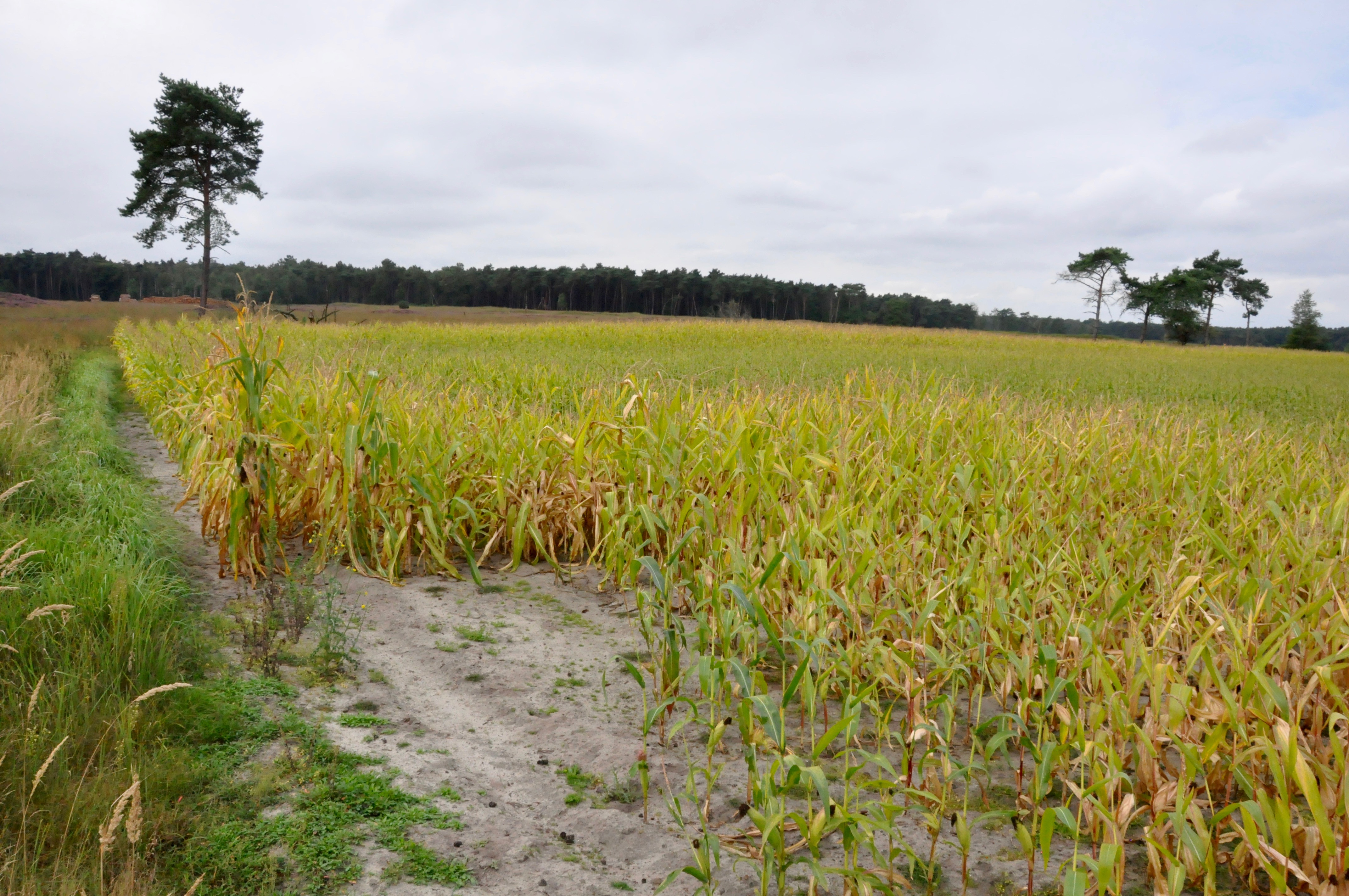
Maïsveld in landbouwenclave 'Steertse Heide'
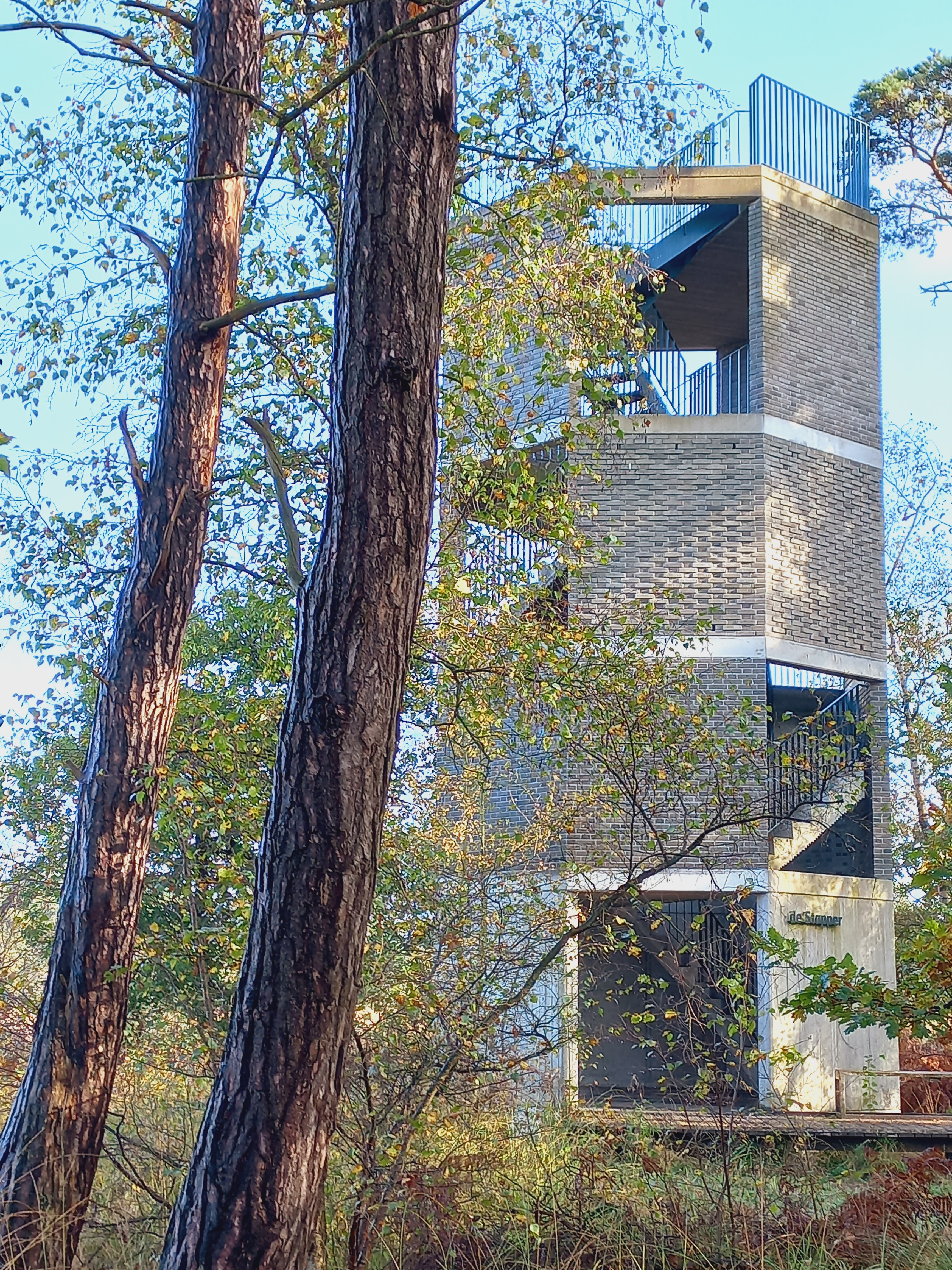
De Stapper

### Heidebrand 2011

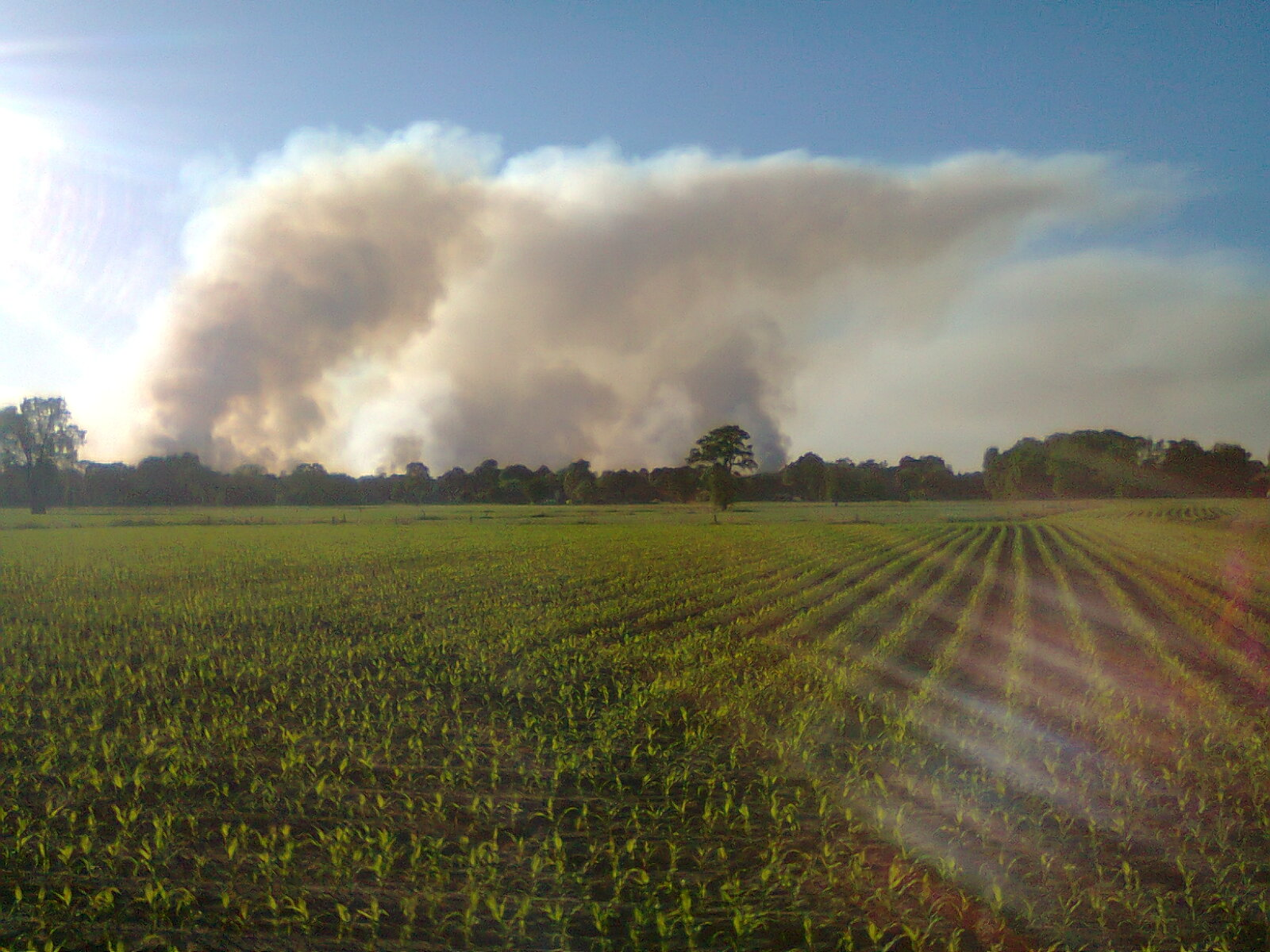
Genomen vanaf de Vogelenzang
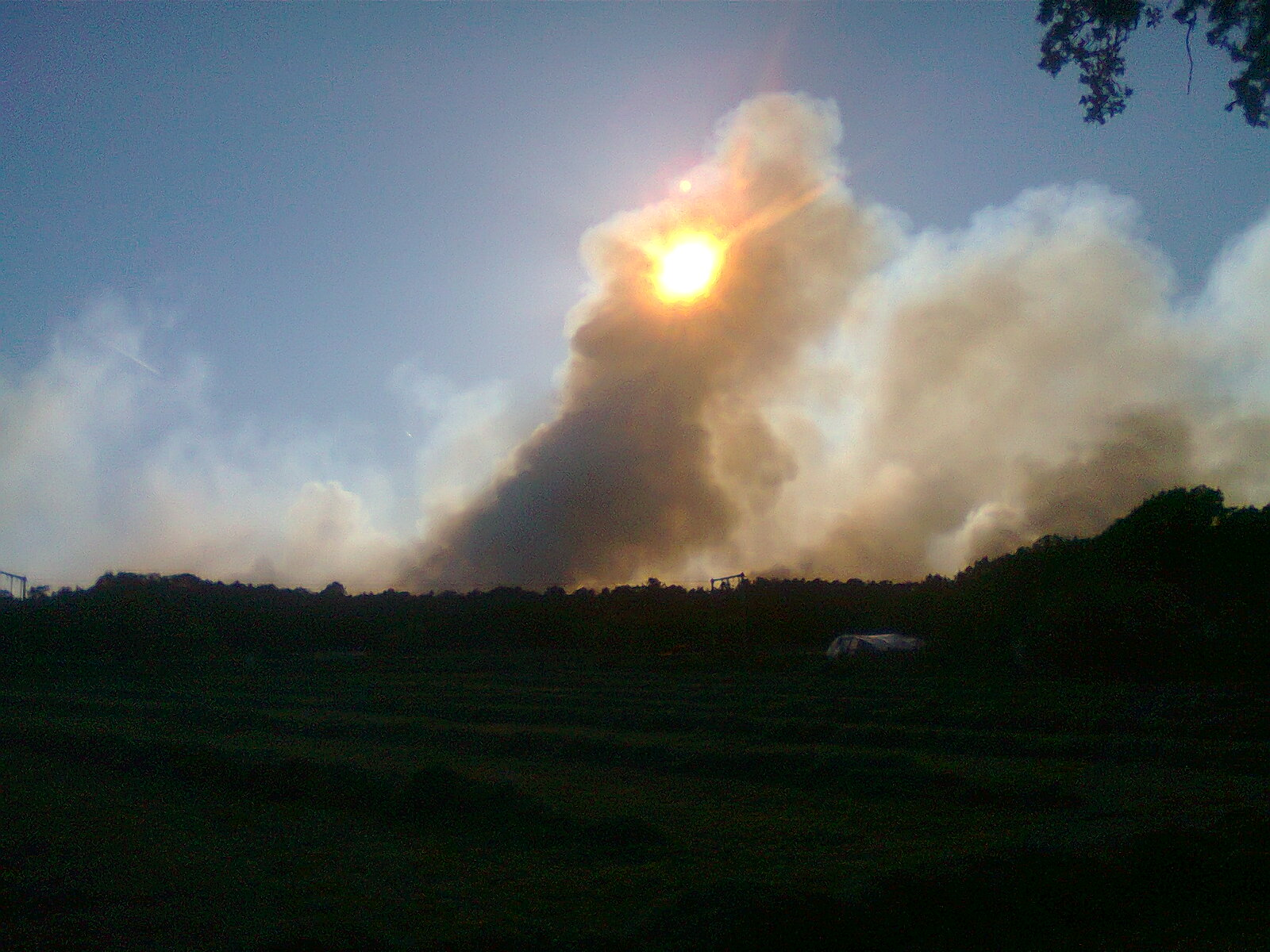
Genomen vanaf de Dorpsstraat
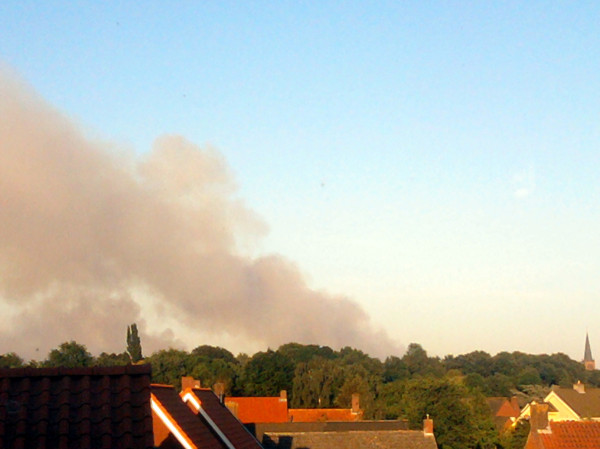
Rookwolk zichtbaar vanuit Woensdrecht